# Rule Interchange Format
RIF, Rule Interchange Format («формат обмена правилами») — стандартный формат Семантической паутины для обеспечения взаимодействия между системами, основанными на правилах (англ. rule-based system). Является рекомендацией W3C с 22 июня 2010 года.
Первоначально предназначался в качестве слоя абстракции для работы с правилами в семантической паутине, но в реальности спроектирован для обеспечения взаимодействия между различными языками правил.

## Описание
RIF включает в себя три диалекта: диалект-центральное ядро (Core dialect), которое можно расширить до диалекта базовой логики (Basic Logic Dialect, BLD) и диалекта продукционных правил (Production Rule Dialect, PRD).:
- Диалект RIF-Core соответствует Datalog, то есть логике Хорна без функциональных символов с расширениями для поддержки объектов, фреймов и F-логики.
- Диалект RIF-BLD в теоретическом плане является языком определённых хорновских правил и стандартной семантикой логики первого порядка. Соответствует системам на основе правил логического вывода[6].
- Диалект RIF-PRD призван охватить основные аспекты различных продукционных систем. Продукционные правила состоят из условия и действия: IF и THEN. Условия аналогичны используемым в RIF-Core и RIF-BLD, а действия интерпретируются в соответствии с операционной семантикой RDF-PRD и могут состоять в добавлении, удалении, изменении фактов базы знаний и вызвать другие побочные эффекты.